# División de Honor de la Liga Metropolitana 1926
El Torneo de la División de Honor de la Liga Metropolitana de Deportes 1926 fue la 10.º y última edición de la primera categoría de la Liga Metropolitana de Deportes, competición de fútbol de carácter oficial y amateur de Santiago de Chile, correspondiente a la temporada 1926. Se jugó desde mayo hasta diciembre de 1926.
Su organización estuvo a cargo de la Liga Metropolitana de Deportes y contó con la participación de ocho equipos, luego de que Colo-Colo se retirara de la competición, la cual se disputó bajo el sistema de todos contra todos, en una sola rueda.
El campeón fue Magallanes, que, con un rendimiento de 100%, se adjudicó en forma invicta su primer título de la División de Honor de la Liga Metropolitana de Deportes, desde su ingreso en 1923. Cabe destacar, además, que Magallanes ganó el campeonato pese a la crisis institucional que sufrió en 1925, tras la escisión de varios miembros de su plantel principal, quienes formaron Colo-Colo.
Luego de la fusión entre la Federación de Football de Chile y la Asociación de Football de Chile acontecida el 24 de enero de 1926, al año siguiente se formó la Liga Central de Football de Santiago, entidad que terminó por agrupar y reemplazar a la Liga Metropolitana, a la Asociación de Football de Santiago, a la Liga Nacional Obrera y a la Liga Santiago.

## Reglamento de juego
Inicialmente, la competición se iba a jugar durante ocho fechas, sin embargo, a causa de sus compromisos privados, Colo-Colo se retiró del torneo tras haber disputado cuatro partidos, cuyos resultados posteriormente fueron anulados.
Finalmente, la competición se jugó bajo el sistema de todos contra todos y en una sola rueda de siete fechas, resultando campeón aquel equipo que acumulase más puntos en la tabla de posiciones.

## Equipos participantes

### Información de los clubes
| Equipo            | Ciudad            |
| ----------------- | ----------------- |
| Audax Italiano    | Santiago de Chile |
| Colo-Colo         | Santiago de Chile |
| Eleuterio Ramírez | Santiago de Chile |
| English           | Santiago de Chile |
| Germinar          | Santiago de Chile |
| Gold Cross        | Santiago de Chile |
| Loma Blanca       | Santiago de Chile |
| Magallanes        | Santiago de Chile |
| Primero de Mayo   | Santiago de Chile |

## Partidos anulados
Los partidos anulados de la División de Honor de la Liga Metropolitana de Deportes 1926 corresponden a los cuatro disputados por Colo-Colo antes de su retiro del torneo.
| División de Honor de la Liga Metropolitana 1926 1.º fecha; 16 de mayo de 1926 | Colo-Colo                                                                               | 9:0 | Germinar |  |  |
|                                                                               | Anotado · Anotado · Anotado · Anotado · Anotado · Anotado · Anotado · Anotado · Anotado |     |          |  |  |

| División de Honor de la Liga Metropolitana 1926 2.º fecha; 13 de junio de 1926                | Colo-Colo         | 2:3 | Magallanes                  |  |  |
|                                                                                               | Anotado · Anotado |     | Anotado · Anotado · Anotado |  |  |
| El partido fue suspendido 23 minutos antes del tiempo reglamentario y posteriormente anulado. |                   |     |                             |  |  |

| División de Honor de la Liga Metropolitana 1926 3.º fecha; 21 de noviembre de 1926 | Colo-Colo                             | 4:1 | Eleuterio Ramírez |  |  |
|                                                                                    | Anotado · Anotado · Anotado · Anotado |     | Anotado           |  |  |

| División de Honor de la Liga Metropolitana 1926 4.º fecha; 28 de noviembre de 1926 | Colo-Colo                                                                     | 8:0 | Primero de Mayo |  |  |
|                                                                                    | Anotado · Anotado · Anotado · Anotado · Anotado · Anotado · Anotado · Anotado |     |                 |  |  |

## Clasificación
| Pos.                                      | Equipo            | PJ | PG | PE | PP | GF | GC | Dif. | Pts. |
| ----------------------------------------- | ----------------- | -- | -- | -- | -- | -- | -- | ---- | ---- |
| 1.                                        | Magallanes        | 7  | 7  | 0  | 0  | -  | -  | -    | 14   |
| 2.                                        | Audax Italiano    | 7  | 6  | 0  | 1  | -  | -  | -    | 12   |
| 3.                                        | Germinar          | 7  | 4  | 0  | 2  | -  | -  | -    | 8    |
| 4.                                        | Gold Cross        | 7  | 2  | 2  | 3  | -  | -  | -    | 6    |
| 5.                                        | Primero de Mayo   | 7  | 3  | 0  | 4  | -  | -  | -    | 6    |
| 6.                                        | Eleuterio Ramírez | 7  | 3  | 0  | 4  | -  | -  | -    | 6    |
| 7.                                        | Loma Blanca       | 7  | 1  | 1  | 5  | -  | -  | -    | 3    |
| 8.                                        | English           | 7  | 0  | 1  | 6  | -  | -  | -    | 1    |
| -                                         | Colo-Colo         | -  | -  | -  | -  | -  | -  | -    | -    |
| Última actualización: 20 de julio de 2013 |                   |    |    |    |    |    |    |      |      |

|  |                             |
|  | Campeón.                    |
|  | Retirado de la competición. |

## Campeón
| Santiago de Chile     |
| Magallanes 1.º título |